# Advertencia de calor excesivo
El Servicio Meteorológico Nacional de los Estados Unidos emite una advertencia de calor excesivo dentro de las 12 horas siguientes a que el índice de calor alcanza uno de los dos niveles de criterio. En la mayoría de las áreas, se emitirá una advertencia si hay un índice de calor de al menos 105 °F durante más de 3 horas al día durante 2 días consecutivos, o si el índice de calor es superior a 115 °F durante cualquier período de tiempo.
Tenga en cuenta que las oficinas locales, particularmente aquellas donde el calor excesivo es menos frecuente o en áreas con desiertos o terreno montañoso, a menudo tienen sus propios criterios. Los valores altos del índice de calor se deben a que las temperaturas están significativamente por encima de lo normal y las humedades altas, y niveles tan altos pueden representar una amenaza para la vida humana a través de condiciones como insolación, agotamiento por calor y otras enfermedades relacionadas con el calor.

## Prevenciones

### Deportistas
Debido a las enfermedades extremas que pueden ocurrir, los atletas deben limitar su actividad física cuando se emite una advertencia de calor excesivo. Según el Sistema Nacional de Vigilancia de Lesiones Relacionadas con los Deportes en las Escuelas Secundarias, High-School RIO, un número estimado de 51,943 enfermedades por calor excesivo ocurrieron en nueve de los deportes de la escuela secundaria observados entre 2005, 2011 y 2020.[cita requerida]

## Ejemplo
El siguiente es un ejemplo de una advertencia de calor excesivo emitida por la oficina del Servicio Meteorológico Nacional en Wilmington en Ohio el 20 de julio de 2011 durante una ola de calor severa.
```

URGENT - WEATHER MESSAGE
NATIONAL WEATHER SERVICE WILMINGTON OH
944 PM EDT WED JUL 20 2011

KYZ099-100-OHZ026-045-046-052>056-062>065-072>074-079>082-088-
211000-
/O.CON.KILN.EH.W.0002.110721T1600Z-110723T0100Z/
/O.CON.KILN.HT.Y.0004.000000T0000Z-110721T1600Z/
MASON-LEWIS-HARDIN-UNION OH-DELAWARE-CHAMPAIGN-CLARK-MADISON-
FRANKLIN OH-LICKING-GREENE-FAYETTE OH-PICKAWAY-FAIRFIELD-CLINTON-
ROSS-HOCKING-BROWN-HIGHLAND-ADAMS-PIKE-SCIOTO-
INCLUDING THE CITIES OF...MAYSVILLE...VANCEBURG...KENTON...
MARYSVILLE...DELAWARE...URBANA...SPRINGFIELD...LONDON...
COLUMBUS...NEWARK...XENIA...WASHINGTON COURT HOUSE...
CIRCLEVILLE...LANCASTER...WILMINGTON...CHILLICOTHE...LOGAN...
GEORGETOWN...HILLSBORO...WEST UNION...PIKETON...PORTSMOUTH
944 PM EDT WED JUL 20 2011

...HEAT ADVISORY REMAINS IN EFFECT UNTIL NOON EDT THURSDAY...
...EXCESSIVE HEAT WARNING REMAINS IN EFFECT FROM NOON THURSDAY TO
9 PM EDT FRIDAY...

* HEAT INDEX VALUES...UP TO 110.

* TIMING...HEAT INDICES BETWEEN 100 AND 105 WILL CONTINUE INTO
  THE EVENING. THE HEAT INDEX WILL RISE TO BETWEEN 105 AND 110
  THURSDAY AFTERNOON AND EVENING AND THEN AGAIN ON FRIDAY.

* IMPACTS...HEAT EXHAUSTION...HEAT STROKE AND OTHER HEAT RELATED
  ILLNESSES WILL BE POSSIBLE...ESPECIALLY IF YOU SPEND A
  SIGNIFICANT AMOUNT OF TIME OUTDOORS...OR ARE INVOLVED IN ANY
  STRENUOUS OUTDOOR ACTIVITY.

PRECAUTIONARY/PREPAREDNESS ACTIONS...

TAKE EXTRA PRECAUTIONS IF YOU WORK OR SPEND TIME OUTSIDE. WHEN
POSSIBLE... RESCHEDULE STRENUOUS ACTIVITIES TO EARLY MORNING OR
EVENING.  KNOW THE SIGNS AND SYMPTOMS OF HEAT EXHAUSTION AND HEAT
STROKE.  WEAR LIGHT WEIGHT AND LOOSE FITTING CLOTHING WHEN
POSSIBLE AND DRINK PLENTY OF WATER.

TO REDUCE RISK DURING OUTDOOR WORK THE OCCUPATIONAL SAFETY AND
HEALTH ADMINISTRATION RECOMMENDS SCHEDULING FREQUENT REST BREAKS
IN SHADED OR AIR CONDITIONED ENVIRONMENTS. ANYONE OVERCOME BY
HEAT SHOULD BE MOVED TO A COOL AND SHADED LOCATION. HEAT STROKE
IS AN EMERGENCY...CALL 911.

&&

$$

```